# Zelotes cingarus
Zelotes cingarus är en spindelart som först beskrevs av O. Pickard-Cambridge 1874.  Zelotes cingarus ingår i släktet Zelotes och familjen plattbuksspindlar. Inga underarter finns listade i Catalogue of Life.